# Stanislav Levý
Stanislav Levý (* 2. Mai 1958 in Prag) ist ein ehemaliger tschechischer Fußballspieler und derzeitiger Trainer.

## Spielerkarriere
In seiner Jugend spielte Stanislav Levý für SK Úžice und Meteor Prag. Seinen Wehrdienst absolvierte er 1977/78 bei RH Volary und 1978/79 bei RH Cheb, mit dem er in die 1. Tschechoslowakische Liga aufstieg.
Von 1979 bis 1988 spielte Levý für FC Bohemians Prag, mit dem er 1982 Tschechischer Pokalsieger und 1983 Tschechoslowakischer Meister wurde. Als 25-facher tschechoslowakischer Nationalspieler wechselte Levý 1988 in die 2. deutsche Bundesliga zu Blau-Weiß 90 Berlin für welche er 125 Zweitligaspiele bestritt, und dort schnell zu einem Publikumsliebling avancierte.
Nach dem Konkurs des Vereins spielte er für Tennis Borussia Berlin, wo er in der Saison 1993/94 weitere 20 Zweitliga-Einsätze seiner Karriere hinzufügen konnte.

## Trainerkarriere
In der Saison 98/99 übernahm er diese Mannschaft als Interimstrainer äußerst erfolgreich von Hermann Gerland und rückte dann später zugunsten von Winfried Schäfer wieder ins zweite Glied. Später folgte Levý seinem ehemaligen Trainer bei Blau-Weiß Berlin, Horst Ehrmantraut, als Co-Trainer zu Hannover 96 und dem 1. FC Saarbrücken, wo er jeweils nach Ehrmantrauts Entlassung Interimstrainer wurde.
2004 kehrte er nach Tschechien zurück und übernahm Viktoria Žižkov in der Zweiten Liga. Nach nur einem halben Jahren wurde er entlassen. Anschließend arbeitete Levý als Sportlicher Leiter bei Chmel Blšany. Im Sommer 2005 wurde er Trainer beim 1. FC Slovácko, trotz einer erfolgreichen Saison musste er im Mai 2006 gehen. Im Oktober 2006 ersetzte er Michal Bílek, der zu Sparta Prag wechselte, als Trainer bei Viktoria Pilsen.
Im November 2008 übernahm Levý die Mannschaft des FC Tescoma Zlín. Schon Mitte Dezember wurde er jedoch wieder entlassen.
Im Oktober 2011 wurde Levý neuer Trainer beim albanischen Erstligisten KF Skënderbeu Korça. Trotz der erreichten Meisterschaft im Sommer 2012, verließ er den Verein.
Anfang September 2012 unterschrieb er einen Einjahresvertrag beim polnischen Erstligisten Śląsk Wrocław mit der Option auf ein weiteres Jahr.
Am 25. Februar 2014 wurde er nach acht sieglosen Spielen in Folge entlassen.